# Chloryn sodu
Chloryn sodu, nazwa Stocka: chloran(III) sodu, NaClO
2 – nieorganiczny związek chemiczny z grupy chlorynów, sól sodowa kwasu chlorawego. Jest wykorzystywany w przemyśle włókienniczym jako wybielacz oraz do uzdatniania wody i oczyszczania ścieków. Spożycie chlorynu sodu prowadzi do zatrucia, które może skutkować m.in. niewydolnością oddechową czy niewydolnością nerek.

## Otrzymywanie
Do otrzymania chlorynu sodu wykorzystuje się reakcję pomiędzy wodorotlenkiem sodu i ditlenkiem chloru:
2NaOH + 2ClO
2 → NaClO
2 + NaClO
3 + H
2O
Oba produkty reakcji – chloryn sodu i chloran sodu – wykazują jednak podobną rozpuszczalność w wodzie, co bardzo utrudnia ich rozdzielenie. Produkcja chlorynu sodu opiera się więc na absorpcji ClO
2 (otrzymywanego z chloranu sodu) w roztworze wodorotlenku sodu z jednoczesną redukcją powstającego chloranu z użyciem np. nadtlenku wodoru:
2NaOH + 2ClO
2 + H
2O
2 → 2NaClO
2 + 2H
2O + O
2↑
Uzyskuje się w ten sposób roztwór chlorynu sodu o stężeniu ok. 33%, który poddaje się suszeniu. Tą metodą otrzymuje się produkt techniczny, w którym zawartość chlorynu sodu wynosi ok. 80%, a pozostałą część stanowią stabilizatory (wodorotlenek sodu) i inne dodatki (np. chlorek sodu jako wypełniacz).
Inne próby opracowania metody otrzymywania tego związku, m.in. poprzez elektrolizę, reakcję ClO
2 z amalgamatem sodu, czy bezpośrednią redukcję ClO
2 skończyły się niepowodzeniem bądź nie były wystarczająco wydajne.

## Właściwości

### Właściwości fizyczne
Chloryn sodu występuje w postaci bezwodnej, którą można krystalizować z roztworów wodnych powyżej temperatury 37,4 °C, oraz w formie trihydratu, NaClO
2·3H
2O, który powstaje poniżej tej temperatury. Czysty związek tworzy bezbarwne bądź białe kryształy, a pojawiające się zielonkawe zabarwienie związane jest z obecnością śladowych zanieczyszczeń w postaci ditlenku chloru. Kryształy te powoli rozpływają się na powietrzu.

### Właściwości chemiczne
W temperaturze 175–180 °C dysproporcjonuje do chloranu sodu i chlorku sodu (procesowi towarzyszą reakcje uboczne prowadzące do wydzielania się niewielkich ilości tlenu):
3NaClO
2 → 2NaClO
3 + NaCl
W ten sposób rozkłada się również w środowisku zasadowym – choć wodne roztwory chlorynu sodu o odczynie obojętnym i zasadowym są stabilne w temperaturze pokojowej, a bardzo rozcieńczone roztwory zasadowe mogą być ogrzewane do wrzenia, to jednak przy ogrzewaniu roztworów bardziej stężonych zachodzi powolny rozkład chlorynu sodu. Roztwory muszą być chronione przed światłem, gdyż powoduje ono przyspieszenie reakcji rozkładu zachodzącej zgodnie z równaniem:
6ClO−
2 → 2ClO−
3 + 4Cl−
 + 3O
2↑
W środowisku kwasowym towarzyszy mu inna reakcja dysproporcjonowania:
2ClO−
2 → Cl−
 + ClO−
4
W efekcie wodne roztwory chlorynu sodu o pH wynoszącym ok. 4,0 rozkładają się do chlorku sodu i nadchloranu sodu zgodnie z równaniem:
10ClO−
2 → 2ClO−
3 + 6Cl−
 + 2ClO−
4 + 3O
2↑
Ponadto powstawać może ditlenek chloru, wskutek dysproporcjonowania obecnego w tych warunkach w roztworze kwasu chlorawego:
4HClO
2 → 2ClO
2 + HClO
3 + HCl + H
2O
Ditlenek chloru tworzy się także w reakcji chlorynu sodu z chlorem:
2NaClO
2 + Cl
2 → 2ClO
2 + 2NaCl
Chloryn sodu w czystej postaci jest niewrażliwy na uderzenie, jednak w obecności substancji organicznych, siarki i sproszkowanych metali lub węgla tworzy on mieszaniny wybuchowe. Nie powinien być również pozostawiany do wyschnięcia na tkaninach, gdyż układ taki jest łatwopalny.

## Zastosowanie
Chloryn sodu jest jedynym chlorynem, który – z uwagi na stabilność i niskie koszty produkcji – znalazł szersze zastosowanie komercyjne. Wykorzystuje się go jako środek bielący m.in. w przemyśle włókienniczym. Stosowany jest także w syntezie chemicznej oraz do wytwarzania ClO
2.

### Środek bielący
Zastosowanie chlorynu sodu jako środka bielącego w przemyśle włókienniczym opiera się nie na właściwościach utleniających samego chlorynu sodu, a na generowaniu ditlenku chloru. W tym celu wykorzystywany jest np. kwas solny, kwas mrówkowy bądź kwas octowy:
5NaClO
2 + 4HCl → 4ClO
2 + 2H
2O + 5NaCl
Chlorynem sodu bielone mogą być m.in. włókna celulozowe takie jak bawełna, len czy juta, włókna syntetyczne z poliamidów, poliestrów i poliakrylonitrylu, ale także materiałów bambusowych czy pandanowych. W połączeniu z procesem bielenia przy użyciu nadtlenku wodoru można uzyskać wyższą refleksyjność niektórych materiałów. Stosuje się go także do bielenia niektórych tłuszczów stosowanych do celów technicznych (nie można go jednak stosować w produktach spożywczych), np. oleju rycynowego, oleju kokosowego, oleju z orzechów arachidowych, niektórych rodzajów łojów czy smarów kostnych.
Chloryn sodu jest jednak wykorzystywany w procesach bielenia włókien coraz rzadziej, będąc wypierany przez nadtlenek wodoru. Związane jest to zarówno z kwestiami ochrony środowiska, dużą korozyjnością chlorynu sodu, jak i względami technicznymi i ekonomicznymi (wprowadzanie nowych rozwiązań technologicznych, możliwość wykorzystania nadtlenku wodoru w szerszym zakresie warunków i procesów).

### Synteza nieorganiczna
Utlenianie fosforu czerwonego w roztworze chlorynu sodu jest jednym z etapów otrzymywania kwasu poddifosforowego (podfosforowego), H
4P
2O
6. W zależności od środowiska reakcji uzyskuje się podfosforan sodu (Na
4P
2O
6, pH 10) bądź diwodoropodfosforan sodu (Na
2H
2P
2O
6, pH 5,2):
2P + 2NaClO
2 + 8H
2O → Na
2H
2P
2O
6 + 6H
2O + 2HCl
W dalszych etapach uzyskany produkt poddaje się procesowi wymiany jonowej na kolumnie kationitowej, a następnie odwodnieniu.
Jako źródło ditlenku chloru, chloryn sodu wykorzystywany może być zarówno w skali laboratoryjnej – poprzez przepuszczanie chloru przez kolumnę wypełnioną chlorynem sodu – jak i na małą skalę w przemyśle, gdzie chlor absorbowany jest w roztworze NaClO
2.

### Badania kliniczne
Substancja o oznaczeniu NP001, której składnikiem jest oczyszczony chloryn sodu, była obiektem badań klinicznych prowadzonych przez Neuraltus Pharmaceuticals w zakresie leczenia chorych ze stwardnieniem zanikowym bocznym (ALS), z których ostatnie zakończyło się w połowie 2017 roku. Stosowanie NP001 zostało uznane za stosunkowo bezpieczne i dobrze tolerowane przez pacjentów i choć badania fazy II nie dały statystycznie istotnych wyników, to zaobserwowano zmniejszenie progresji choroby u części pacjentów. Ta sama substancja jest również obiektem badań klinicznych fazy I u chorych z chorobą Alzheimera prowadzonych od 2017 roku. NP001 jest lekiem sierocym w Stanach Zjednoczonych i Unii Europejskiej, jednak nie jest dopuszczony do sprzedaży i pozostaje dostępny jedynie w ramach badań klinicznych.
Powolny postęp badań oraz brak możliwości wzięcia w nich udziału skłonił część chorych na ALS do prób stosowania chlorynu sodu na własną rękę, w tym do stosowania innego preparatu (WF10) bądź spożywania chlorynu sodu. W niektórych źródłach preparat o oznaczeniu WF10 opisywany jest jako zawierający chloryn sodu bądź będący analogicznym preparatem do NP001. W rzeczywistości jego skład jest inny, a poszczególne preparaty tego środka mogą różnić się składem. Ponadto stosowanie WF10 jako substytutu NP001 może prowadzić do większej ilości niepożądanych objawów ubocznych wynikających z odmiennego składu.
Działanie NP001 ma polegać na zwiększeniu ilości anionu chlorynowego (ClO−
), wytwarzanego naturalnie przez neutrofile wskutek wybuchu tlenowego, który łączy się z tauryną. Powstała cząsteczka działa regulująco na aktywowane (prozapalne) makrofagi, co przyczynia się do zmniejszenia stanu zapalnego.

### Inne zastosowania
Jest używany do dezynfekcji ścieków municypalnych jako źródło dwutlenku chloru, który jest utleniającym biocydem oraz toksyną metaboliczną. W porównaniu do stosowanego w tym celu gazowego chloru ma tę zaletę, że w połączeniu z organicznymi zanieczyszczeniami wody nie powstają trihalometany, np. chloroform. Dwutlenek chloru wytwarzany z chlorynu sodu jest dopuszczony częściowo do dezynfekcji wody stosowanej do mycia owoców, warzyw oraz drobiu.
Chloryn sodu, czasem w połączeniu z chlorkiem cynku wchodzi w skład płukanek dezynfekcyjnych do ust oraz jako substancja konserwująca w roztworach do mycia szkieł kontaktowych.

## Zagrożenia
Chloryn sodu nie jest klasyfikowany jako substancja rakotwórcza (grupa 3 według IARC). Pierwszymi objawami zatrucia chlorynem sodu są najczęściej nudności, wymioty, bóle brzucha i biegunka, ale także odwodnienie wynikające najprawdopodobniej z podrażnienia błon śluzowych przewodu pokarmowego. Większe dawki mogą wywołać methemoglobinemię prowadzącą do niewydolności oddechowej, jak również niewydolność nerek. Amerykańska Environmental Protection Agency określiła maksymalną dopuszczalną zawartość chlorynu sodu w wodzie pitnej na 1 mg/l.
Roztwór chlorynu sodu sprzedawany jest pod nazwą MMS (ang. Miracle Mineral Solution lub Miracle Mineral Supplement) jako rzekomy lek na bardzo wiele niezwiązanych ze sobą chorób, takich jak AIDS, nowotwory złośliwe, malaria czy autyzm. Nie ma jednak żadnych badań naukowych potwierdzających skuteczność chlorynu sodu w leczeniu tych chorób.